# Sitticus exiguus
Sitticus exiguus là một loài nhện trong họ Salticidae.
Loài này thuộc chi Sitticus. Sitticus exiguus được Friedrich Wilhelm Bösenberg miêu tả năm 1903.